# Trainerassistent
Ein Trainerassistent oder Assistenztrainer, auch Co-Trainer, Cotrainer, Ko-Trainer oder Kotrainer, ist der zweite Trainer einer Sportmannschaft und assistiert dem verantwortlichen Cheftrainer bei dessen Arbeit. Häufig ist der Trainerassistent ein noch unerfahrener oder junger Trainer, der in die Rolle des ersten Trainers eingearbeitet werden soll. Häufig kommt es bei Erfolglosigkeit dazu, dass ein Trainer plötzlich beurlaubt wird und der Trainerassistent die Verantwortung (meist nur übergangsweise) übernehmen muss, teilweise für längere Zeit oder als Interimstrainer, bis ein Nachfolger des entlassenen Trainers gefunden ist.

## Fußball
Bei der deutschen Fußballnationalmannschaft war es früher üblich, dass der Co-Trainer den Trainer „beerbte“, so waren Sepp Herberger, Helmut Schön, Jupp Derwall, Berti Vogts und Joachim Löw Co-Trainer ihrer Vorgänger und ein Wechsel stand häufig längere Zeit vorher fest. Erich Ribbeck war langjähriger Co-Trainer von Jupp Derwall, ehe er 15 Jahre später Bundestrainer wurde. Auch Hansi Flick, Bundestrainer von 2021 bis 2023, war bis 2014 offiziell Co-Trainer seines Vorgängers Löw.
Erfolgreiche ehemalige Co-Trainer auf Vereinsebene waren zum Beispiel Pál Csernai (folgte beim FC Bayern München auf Gyula Lóránt und wurde sofort zweimal Meister), Christoph Daum (1. FC Köln), Thomas Schaaf (Werder Bremen) oder Mirko Slomka (Hannover 96), zuvor Co-Trainer von Ralf Rangnick.

## Handball
In einigen Vereinen im Handball trainiert der Co-Trainer häufig noch eine Jugendmannschaft oder die zweite Mannschaft des entsprechenden Vereins, um dort Nachwuchsarbeit für die erste Mannschaft leisten zu können. Ein Beispiel hierfür ist Jochen Fraatz, Co-Trainer der Handball-Bundesligamannschaft der HSG Nordhorn-Lingen und Trainer der A-Jugend-Mannschaft der HSG.
Auch der frühere Trainer der deutschen Handballnationalmannschaft der Männer, Martin Heuberger, trainierte zuvor die Juniorennationalmannschaft der Männer und war Assistent seines Vorgängers Heiner Brand, der früher selbst (unter Simon Schobel) Co-Trainer der Nationalmannschaft war.

## American Football
Im American Football gibt es eine Vielzahl von Assistenztrainern (englisch Assistant Coach). Praktisch jede Spielerposition verfügt über einen eigenen Assistenztrainer. So werden zum Beispiel die Spieler der Defensive Line vom Defensive Line Coach trainiert. Die Trainer der Defense, Offense oder der Special Teams werden geführt von jeweils einem Koordinator, der in der Regel der Ansprechpartner des Trainers ist und während des Spieles in der Regel die Spielzüge ansagt.

## Spezialaufgaben
Zu den Assistenten des Cheftrainers gehören unter anderem Fitnesstrainer sowie Trainer, die auf einzelne Mannschaftsteile konzentriert sind. Diese Spezialisierung von Assistenztrainern hat sich vor allem im US-Sport bewährt. Eine auch in Europa seit längerem übliche Spezialisierung von Assistenztrainern ist bei Fußball, Handball und Hockey der Torwarttrainer.